# 183560 Křišťan
(183560) Křišťan, denumire internațională (183560) Kristan, este un asteroid din centura principală de asteroizi.

## Descriere
183560 Křišťan este un asteroid din centura principală de asteroizi. A fost descoperit pe 24 mai 2003 la Observatorul Kleť, în cadrul proiectului KLENOT. Asteroidul prezintă o orbită caracterizată de o semiaxă mare de 3,15 ua, o excentricitate de 0,26 și o înclinație de 17,2° în raport cu ecliptica.